# Blossia angolensis
Blossia angolensis är en spindeldjursart som först beskrevs av Lawrence 1960.  Blossia angolensis ingår i släktet Blossia och familjen Daesiidae. Inga underarter finns listade.